# Rick Simpson
Rick Simpson (geb. vor 1975) ist ein US-amerikanischer Artdirector und Szenenbildner, der einmal den Oscar für das beste Szenenbild gewann und ein weiteres Mal für diesen Oscar nominiert war.

## Leben
Simpson begann seine Laufbahn als Artdirector und Szenenbildner in der Filmwirtschaft Hollywoods 1975 bei der Fernsehserie Barbary Coast und wirkte bis 2006 an der szenischen Ausstattung von mehr als fünfzig Filmen mit.
Bei der Oscarverleihung 1985 war er zusammen mit Albert Brenner für den Oscar für das beste Szenenbild nominiert, und zwar für 2010: Das Jahr, in dem wir Kontakt aufnehmen (1984) von Peter Hyams mit Roy Scheider, John Lithgow und Helen Mirren.
1991 gewann er gemeinsam mit Richard Sylbert den Oscar für das beste Szenenbild in dem nach dem gleichnamigen Comic entstandenen Film Dick Tracy (1990) von und mit Warren Beatty sowie Al Pacino und Charlie Korsmo.

## Filmografie (Auswahl)
- 1975: Barbary Coast (Fernsehserie)
- 1979: Der Champ
- 1982: Personal Best
- 1987: Fatal Beauty
- 1995: Kaffee, Milch und Zucker
- 1995: Casino
- 1998: Armageddon – Das jüngste Gericht
- 2001: Rush Hour 2
- 2003: 2 Fast 2 Furious
- 2006: The Black Dahlia

## Auszeichnungen
- 1991: Oscar für das beste Szenenbild